# Tramwaje w Burlington
Tramwaje w Burlington − zlikwidowany system komunikacji tramwajowej w Burlington w Stanach Zjednoczonych, działający w latach 1874−1929.

## Historia
Pierwsze tramwaje w Burlington uruchomiono 1 stycznia 1874, były to tramwaje konne. W mieście wybudowano dwie niezależne systemy, których operatorem była spółka Burlington Street Railway Company. W 1890 wydano zezwolenie na elektryfikację sieci tramwajowej. 30 maja 1891 uruchomiono tramwaje elektryczne, które do 1892 całkowicie zastąpiły tramwaje konne. W latach 20. XX w. zwiększała się rola komunikacji samochodowej toteż latem 1929 w ostatnim dniu funkcjonowania sieci tramwajowej w Burlington zorganizowano paradę tramwajów i darmowe przejazdy. Wszystkie wagony zezłomowano z wyjątkiem pługu, który trafił do Ottumwa. Szerokość toru na sieci wynosiła 1435 mm. 